# Župnija Koprivnica
Župnija Koprivnica je rimskokatoliška teritorialna župnija Dekanije Videm ob Savi Škofije Celje.
Do 7. aprila 2006, ko je bila ustanovljena Škofija Celje, je bila župnija del Savskega naddekanata Škofije Maribor. Od leta 2022 naprej župnijo upravlja brestaniški župnik.

## Sakralni objekti
| #               | Slika                     | Cerkev                                                                           | Kraj         |
| --------------- | ------------------------- | -------------------------------------------------------------------------------- | ------------ |
| 1.              | Klikni za spremembo slike | Cerkev Marijinega vnebovzetja                                                    | Koprivnica   |
| 2.              | Klikni za spremembo slike | Cerkev sv. Jošta                                                                 | Reštanj      |
| 3.              | Klikni za spremembo slike | Cerkev sv. Martina                                                               | Veliki Kamen |
| Nekdanja cerkev |                           |                                                                                  |              |
| 1.              | Klikni za spremembo slike | Cerkev sv. Neže (porušena 8. januarja 1920 za namen širitve Premogovnika Senovo) | Reštanj      |